# Hồ trộn hai lần
Hồ Dimictic (hồ trộn hai lần) là loại hồ trộn các thành phần từ bề mặt xuống đáy hai lần mỗi năm. Hồ Dimictic là holomictic, một thể loại bao gồm tất cả các hồ trộn một hoặc nhiều lần mỗi năm. Trong mùa đông, chúng được bao phủ bởi băng. Vào mùa hè, họ đang nhiệt phân tầng, với sự khác biệt mật độ nhiệt độ có nguồn gốc từ tách nước bề mặt ấm (các epilimnion), từ tầng đáy lạnh hơn (các hypolimnion). 

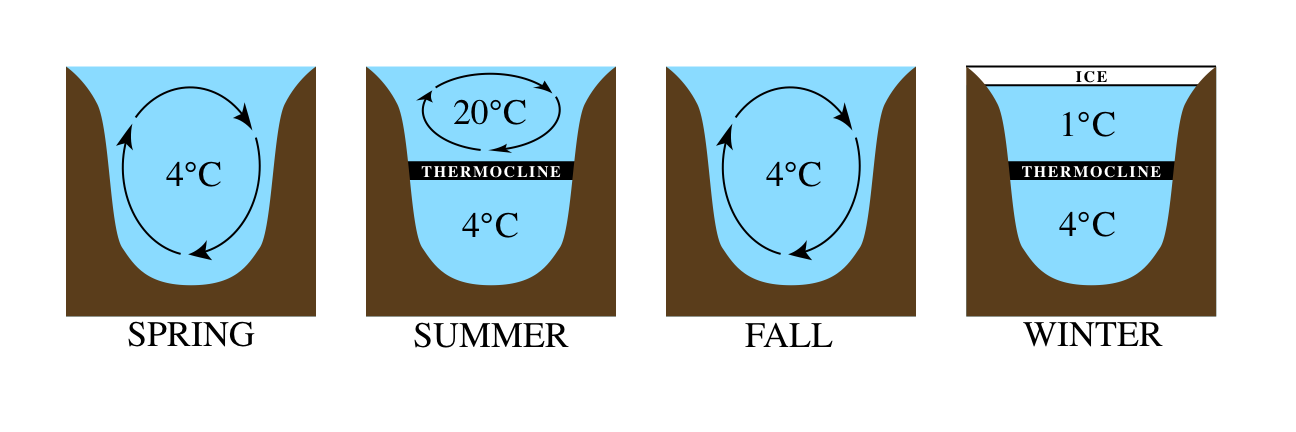
Mô hình pha trộn điển hình cho một hồ mờ

 Trộn (đảo ngược) thường xảy ra trong mùa xuân và mùa thu, khi hồ "đẳng nhiệt" (nghĩa là ở cùng nhiệt độ từ đỉnh đến đáy). Lúc này, nước khắp hồ khoảng 4   °C, và, trong trường hợp không có bất kỳ sự khác biệt về nhiệt độ hoặc mật độ, hồ dễ dàng trộn lẫn từ trên xuống dưới. Những hồ này khá phổ biến ở các khu vực có khí hậu ôn đới.